# 7-й армійський корпус (Третій Рейх)
VII-й (7-й) армі́йський ко́рпус (нім. VII. Armeekorps) — армійський корпус Вермахту за часів Другої світової війни.

## Історія
VII-й армійський корпус був сформований 1 жовтня 1934 у 7-му військовому окрузі (нім. Wehrkreis VII) в Мюнхені.

## Райони бойових дій
- Німеччина (жовтень 1936 — вересень 1939);
- Польща (вересень — грудень 1939);
- Німеччина (грудень 1939 — травень 1940);
- Франція (травень 1940 — травень 1941);
- Польща (травень — червень 1941);
- СРСР (центральний напрямок) (червень 1941 — травень 1942);
- СРСР (південний напрямок) (травень 1942 — серпень 1944).

## Командування

### Командири
- генерал від інфантерії Вільгельм Адам (нім. Wilhelm Adam) (1 жовтня 1934 — 1 жовтня 1935);
- генерал артилерії Вальтер фон Райхенау (нім. Walter von Reichenau) (1 жовтня 1935 — 4 лютого 1938);
- генерал від інфантерії Ойген Ріттер фон Шоберт (нім. Eugen Ritter von Schobert) (4 лютого 1938 — 31 січня 1940);
- генерал-лейтенант Готтард Гейнріці (нім. Gotthard Heinrici) (1 лютого — 9 квітня 1940);
- генерал-полковник Ойген Ріттер фон Шоберт (9 квітня — 25 жовтня 1940);
- генерал артилерії Вільгельм Фармбахер (нім. Wilhelm Fahrmbacher) (25 жовтня 1940 — 8 січня 1942);
- генерал артилерії Ернст-Ебергард Гелль (нім. Ernst-Eberhard Hell) (8 січня 1942 — 5 жовтня 1943);
- генерал від інфантерії Антон Достлер (нім. Anton Dostler) (5 жовтня — 30 листопада 1943);
- генерал артилерії Ернст-Ебергард Гелль (30 листопада 1943 — серпень 1944).

## Бойовий склад 7-го армійського корпусу
Формування управління, забезпечення та підтримки
- 7-ме артилерійське командування (Arko 7), з 1940 - Arko 124,
- 407-ме управління корпусного постачання (Korps-Nachschubtruppen 407);
- 47-й корпусний батальйон зв'язку (Korps-Nachrichten-Abteilung 47);
- 407-й взвод фельджандармерії (Feld-Gendarmerie-Trupp 407).

- 7-ма піхотна дивізія (7. Infanterie-Division);
- 27-ма піхотна дивізія (27. Infanterie-Division);
- 1-ша гірсько-піхотна дивізія (1. Gebirgs-Division).

- 27-ма піхотна дивізія;
- 68-ма піхотна дивізія (68. Infanterie-Division).

- 26-та піхотна дивізія (26. Infanterie-Division);
- 68-ма піхотна дивізія.

- 36-та піхотна дивізія (36. Infanterie-Division);
- 68-ма піхотна дивізія.

- 16-та піхотна дивізія (16. Infanterie-Division);
- 24-та піхотна дивізія (24. Infanterie-Division);
- 36-та піхотна дивізія;
- 76-та піхотна дивізія (76. Infanterie-Division);
- 299-та піхотна дивізія (299. Infanterie-Division).

- 7-ма піхотна дивізія;
- 1-ша гірсько-піхотна дивізія.

- 12-та піхотна дивізія (12. Infanterie-Division);
- 30-та піхотна дивізія (30. Infanterie-Division).

- 7-ма піхотна дивізія;
- 23-тя піхотна дивізія (23. Infanterie-Division);
- 258-ма піхотна дивізія (258. Infanterie-Division);
- 268-ма піхотна дивізія (268. Infanterie-Division);
- 221-ша дивізія охорони (221. Sicherungs-Division).

- 23-тя піхотна дивізія;
- 197-ма піхотна дивізія (197. Infanterie-Division);
- 267-ма піхотна дивізія (267. Infanterie-Division).

- 7-ма піхотна дивізія;
- 23-тя піхотна дивізія;
- 197-ма піхотна дивізія;
- 267-ма піхотна дивізія.

- 7-ма піхотна дивізія;
- 197-ма піхотна дивізія;
- 267-ма піхотна дивізія;
- 3-тя моторизована дивізія (3. Infanterie-Division (mot).

- 7-ма піхотна дивізія;
- 15-та піхотна дивізія (15. Infanterie-Division);
- 258-ма піхотна дивізія (258. Infanterie-Division).

- 7-ма піхотна дивізія;
- 197-ма піхотна дивізія;
- 258-ма піхотна дивізія;
- 267-ма піхотна дивізія.

- 79-та піхотна дивізія (79. Infanterie-Division);
- 113-та піхотна дивізія (113. Infanterie-Division);
- 305-та піхотна дивізія (305. Infanterie-Division);
- 376-та піхотна дивізія (376. Infanterie-Division);
- 100-та легка піхотна дивізія (100. leichte Division).

- 27-ма танкова дивізія (27. Panzer-Division);
- 57-ма піхотна дивізія (57. Infanterie-Division);
- 75-та піхотна дивізія (75. Infanterie-Division);
- 323-тя піхотна дивізія (323. Infanterie-Division);
- 387-ма піхотна дивізія (387. Infanterie-Division).

- 57-ма піхотна дивізія;
- 75-та піхотна дивізія;
- 323-тя піхотна дивізія;
- 1/3 383-ї піхотної дивізії (383. Infanterie-Division).

- 4-та танкова дивізія (4. Panzer-Division);
- 57-ма піхотна дивізія;
- 68-ма піхотна дивізія;
- 75-та піхотна дивізія;
- 255-та піхотна дивізія.

- 26-та піхотна дивізія;
- 68-ма піхотна дивізія;
- 75-та піхотна дивізія;
- 88-ма піхотна дивізія (88. Infanterie-Division);
- частини 323-ї піхотної дивізії.

- 68-ма піхотна дивізія;
- 75-та піхотна дивізія;
- 88-ма піхотна дивізія;
- 323-тя піхотна дивізія.

- 68-ма піхотна дивізія;
- 75-та піхотна дивізія;
- 88-ма піхотна дивізія;
- 208-ма піхотна дивізія (208. Infanterie-Division);
- бойова група 323-ї піхотної дивізії.

- 68-ма піхотна дивізія;
- 75-та піхотна дивізія;
- 82-га піхотна дивізія (82. Infanterie-Division);
- 88-ма піхотна дивізія;
- 213-та дивізія охорони (213. Sicherungs Division);
- бойова група 323-ї піхотної дивізії.

- 75-та піхотна дивізія;
- 88-ма піхотна дивізія;
- 198-ма піхотна дивізія (198. Infanterie-Division).

- 34-та піхотна дивізія (34. Infanterie-Division);
- 75-та піхотна дивізія;
- 82-га піхотна дивізія;
- 198-ма піхотна дивізія;
- 4-та гірсько-піхотна дивізія (4. Gebirgs-Division).

- 106-та піхотна дивізія (106. Infanterie-Division);
- 370-та піхотна дивізія (370. Infanterie-Division);
- 14-та піхотна дивізія (Румунія) (14. Infanterie-Division (rum.)).